# Gmina Noble (Iowa)

Położenie Gminy Noble w hrabstwie Cass

Gmina Noble (ang. Noble Township) – gmina w USA, w stanie Iowa, w hrabstwie Cass. Według danych z 2000 roku gmina miała 367 mieszkańców.